# Chapelle-Agnon
Chapelle-Agnon é uma comuna francesa na região administrativa de Auvérnia-Ródano-Alpes, no departamento Puy-de-Dôme. Estende-se por uma área de 26,41 km². Em 2010 a comuna tinha 353 habitantes (densidade: 13,4 hab./km²).